# Rikke Marie Granlund
Rikke Marie Granlund (født 14. november 1989 i Oslo, Norge) er en norsk håndboldspiller, der spiller for franske Chambray Touraine Handball og Norges kvindehåndboldlandshold.
Hun var med til at blive verdensmester med Norge ved VM i kvindehåndbold 2021 i Spanien, efter finalesejr over Frankrig, med cifrene 29-22.